# 蘇格蘭獨立戰爭
苏格兰独立战争是指13世纪末和14世纪初苏格兰王国和英格蘭王國之间的一系列军事衝突。
1296年英格蘭入侵苏格兰，第一次蘇格蘭獨立戰爭爆發。1328年愛丁堡—諾咸頓條約签署後第一次蘇格蘭獨立戰爭结束 。1332年，爱德华·巴里奥入侵蘇格蘭，第二次蘇格蘭獨立戰爭爆發。 1357年贝里克条约签署後戰爭结束。這段時間英格蘭始終無法通過戰爭來吞併蘇格蘭。

## 背景
1066年，征服者威廉率领的军队入侵英格兰，击败了英格兰原有的势力。原势力的继承人之一逃亡到苏格兰，并将妹妹嫁给了国王马尔康姆。这一行为激怒了征服者威廉，他的军队在1072年入侵苏格兰，势如破竹。马尔康姆被迫投降，宣布苏格兰王国的臣服，并送儿子邓肯到英格兰为人质。
1098年，马尔康姆死后，他的弟弟继位，而英格兰王国却支持已经做了几十年人质的邓肯继承王位。邓肯夺权后仅几个月，就被谋杀。此后几个世纪，苏格兰王位争分不断，英格兰王国则往往根据自己利益，借机公开或暗中影响继承问题。而两个王室家族的血缘关系也随着婚姻逐渐建立。嫁入苏格兰王室的英格兰王族逐渐将欧洲贵族文化等传教到了苏格兰。

## 第一次独立战争
英格兰国王爱德华一世尤其在意对于苏格兰的直接和间接控制，通过不同手段削减苏格兰王权和其影响力。1295年，苏格兰国王与法国签订了盟约，史称“老同盟”（Auld Alliance）。爱德华一世于次年起兵进攻苏格兰，推翻了当时的国王约翰·巴利奥尔，并将苏格兰国王加冕时必须的命运之石夺走，送回西敏寺。但是此后苏格兰著名民族英雄威廉·华莱士聚集民众，在斯特灵桥击败了英格兰大军。1298年，爱德华一世亲征，最终彻底粉碎了苏格兰的抵抗。苏格兰几乎成为英格兰王国领土的一部分。苏格兰贵族和原王位继承人之一罗伯特·布鲁斯又发起反抗，并于1306年登基为罗伯特一世，但同年就被爱德华一世击败，妻子、女儿、妹妹都被俘虏。
1307年，爱德华一世去世。罗伯特·布鲁斯加大了反抗独立运动的力度，并被地方势力认可为苏格兰的新国王。1314年，布鲁斯在班诺克本打败英格兰军队，取得实际上的独立，英格兰为了赎回被俘的贵族也归还了其之前被俘的家属。1320年，苏格兰的地位获得罗马教皇的认可。1328年，爱德华一世之孙爱德华三世签订爱丁堡-北安普顿协议，承认苏格兰是独立国家，并许诺妹妹与罗伯特·布鲁斯的四岁的幼子大卫联姻。第一次独立战争结束。

## 第二次独立战争
1329年，仅过了一年，罗伯特·布鲁斯去世，其子大卫二世继位，年仅5岁。英格兰又以继承权纠纷为由，支持试图夺取王权的傀儡人物爱德华·巴里奥，于1332年再次进攻苏格兰，开始第二次独立战争。英格兰军队攻占领苏格兰许多城镇，并将其中的八个郡通过新拥立的傀儡国王的名义正式转让给英格兰。1334年，10岁的苏格兰国王大卫二世与12岁的王后（爱德华三世的幼女）到法国避难。苏格兰又一次处在被彻底征服的边缘。
然而，苏格兰当地贵族始终没有放弃抵抗。1337年，英格兰与法国长期的纷争终于升级为战争。爱德华三世不得不从苏格兰调回主力军队，对于苏格兰的控制逐渐减弱。1341年，17岁的大卫二世返回苏格兰，正式领导独立战争，国内士气大振，兼之与法国同盟，取得了不小成绩。
1346年，大卫二世率大军入侵英格兰北部，在英格兰后方声援法国的行动。不过苏格兰军队此次在内维尔十字之战中遭遇惨败，大卫二世被俘虏后押送到英格兰关押。但是英格兰也无力再大举入侵苏格兰，其拥立的傀儡王巴里奥不久宣布放弃继承王位的要求，回到英格兰隐居。
1357年，双方签订和约，大卫二世被释放回到苏格兰，但是苏格兰必须向英格兰支付高额赎金，分期偿还。